# Pierre Joseph Marie Chombart
Pierre Joseph Marie Chombart, seigneur de Lauwe et des Brulots, né le 12 janvier 1755 à Herlies et mort le 1er mars 1814 à Lille, est un homme politique français.

## Biographie
Grand propriétaire, Pierre Chombart est élu député du tiers état aux États généraux par le bailliage de Lille le 2 avril 1789. Il siège avec la majorité.
Le 23 germinal an VI, il entre au Conseil des Anciens, où il siège jusqu'en l'an VIII.
Il est élu, par ses concitoyens, maire de Herlies de 1801 à sa mort en 1814.